# Mount Larsen (Viktorialand)
Der Mount Larsen ist ein 1560 m hoher Berg mit schroffen Granitkliffs an der Nordflanke im ostantarktischen Viktorialand. In den Prince Albert Mountains ragt er rund 5 km südwestlich vom Hansen-Nunatak auf der Südseite der Entstehungszone des Reeves-Gletschers auf. 
Teilnehmer der Discovery-Expedition (1901–1904) unter der Leitung des britischen Polarforschers Robert Falcon Scott entdeckten ihn. Benannt ist er nach dem Norweger Carl Anton Larsen (1860–1924), einem Teilnehmer der zeitgleich stattfindenden Schwedischen Antarktisexpedition (1901–1903).